# 穆松
穆松（法語：Mousson，法語發音：[musɔ̃] ⓘ）是法国默尔特-摩泽尔省的一个市镇，属于南锡区。

## 地理
穆松（48°54'19"N, 6°4'45"E）面积5.73 平方千米，位于法国大東部大區默尔特-摩泽尔省，该省份为法国东北部内陆省份，是洛林的一部分，北邻比利时、卢森堡，北起顺时针与摩泽尔省、下莱茵省、孚日省和默兹省接壤。
与穆松接壤的市镇（或旧市镇、城区）包括：阿通、莱梅尼勒、蓬塔穆松。

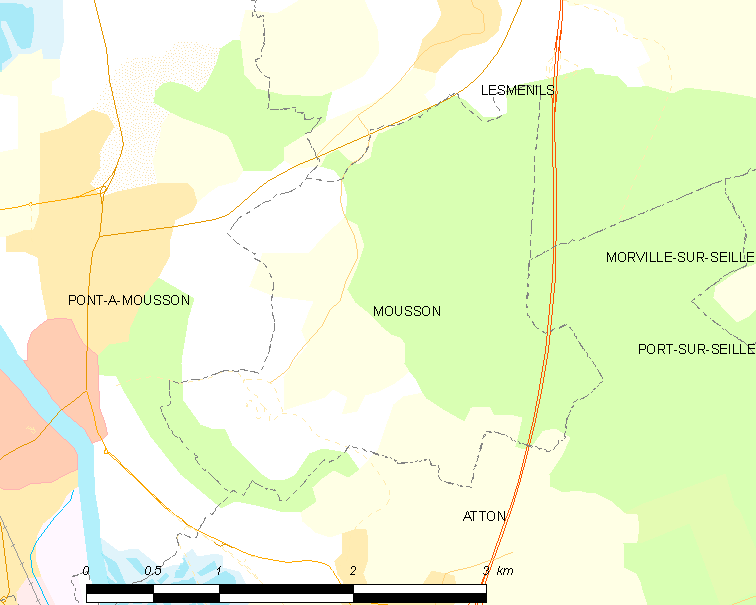
穆松的OSM定位图

穆松的时区为UTC+01:00、UTC+02:00（夏令时）。

## 行政
穆松的邮政编码为54700，INSEE市镇编码为54390。

## 政治
穆松所属的省级选区为蓬塔穆松县。

## 人口

1962-2008年间穆松人口变化图示

穆松于2022年1月1日时的人口数量为102人。